# Lollykathaai
De lollykathaai (Cephalurus cephalus) is een vissensoort uit de familie van de Pentanchidae. De wetenschappelijke naam van de soort is voor het eerst geldig gepubliceerd in 1892 door Gilbert.